# Bay of Winds
Die Bay of Winds (englisch für Bucht der Winde) ist eine Bucht an der Küste des ostantarktischen Königin-Marie-Lands. Sie liegt zwischen dem Kap Dovers und den Avalanche Rocks.
Entdeckt wurde sie von der Mannschaft der West-Basis der Australasiatischen Antarktisexpedition (1911–1914) unter der Leitung des australischen Polarforschers Douglas Mawson. Mawson benannte sie nach den nahezu konstant vorherrschenden Winden, die vom Polarplateau in die Bucht wehen.